# Yonquis y yanquis
Yonquis y yanquis és una obra de teatre de José Luis Alonso de Santos, estrenada el 1996.

## Argument
Ángel és un jove conflictiu, exreclús i extoxicòman, que després de sortir de presó retorna a la seva llar en un barri marginal, pròxim a una base militar estatunidenca. L'entorn que l'envolta no és el més apropiat per a la seva reinserció i així es veu embolicat en una batussa entre els joves ionquis del barri i els militars nord-americans a conseqüència d'un enfrontament per la germana d'Ángel, que exerceix la prostitució i que ha estat maltractada pel "ianqui" Taylor. Només la seva advocada, enamorada d'ell, creu veritablement, en les seves possibilitats de recuperació social.

## Estrena
L'11 de setembre de 1996 a la Sala Olímpia de Madrid.
- Direcció: Francisco Vidal.
- Escenografia i vestuari: Ana Garay.
- Música: Extremoduro.
- Intèrprets: Daniel Guzmán (Ángel), Nieve de Medina (Tere), Fernando Conde (el pare), Emilio Buale (Taylor), Mariano Venancio, Silvia Espigado, Alfonso Lara, María Jesús Hoyos, Gonzalo Gonzalo, María Álvarez.

## Premis
- Premi Unión de Actores a la millor interpretació de repartiment de teatre per María Álvarez[3]